# Endavant (Flandes)
Endavant (Vooruit), inicialment Partit Socialista (SP; Socialistische Partij) i posteriorment Partit Socialista Diferent (SP.A; Socialistische Partij Anders), és un partit polític socialdemòcrata de Flandes. Fou creat el 1978, arran de la divisió del Partit Socialista Belga en les seccions flamenca i valona. El 2021 va prendre la denominació actual. El seu lema és: Social progressista alternatiu (Sociaal progressief alternatief).

## Història
Des de 1974 André Cools i Jos Van Eynde compartien la presidència del Partit Socialista Belga, i a finals de la dècada de 1970, el debat sobre la reforma de l'Estat va provocar molta tensió entre les ales flamenca i valona del BSP, que van tenir els congresos independents el 1978 a Klemskerke i Malines, i a Verviers, fins a la ruptura definitiva dels socialistes valons, que a finals d'octubre de 1978 van formar el Parti Socialiste (PS). A les eleccions legislatives belgues de 1978 els socialistes flamencs van participar per darrera vegada com a BSP sota la direcció de Karel Van Miert, amb la incorporació de “Vlaamse Socialisten” (socialistes flamencs).
Després de les eleccions de 1978 es va formar un govern de transició encapçalat per Paul Vanden Boeynants del Partit Cristià Popular flamenc (CVP) fins que es va formar el 3 d'abril de 1979 el primer govern encapçalat per Wilfried Martens, format pel Partit Cristià Popular flamenc (CVP), el Partit Socialista francòfon (PS), el Partit Socialista flamenc (SP), el Partit Social Cristià való (PSC) i el Front Democràtic dels Francòfons (FDF) i que va caure el 23 de gener de 1980 quan el FDF va abandonar el govern. En l'any 1980 els socialistes flamencs van triar el nom de Socialistische Partij (SP).
El segon govern de Martens el va formar el 23 de gener de 1980 la coalició entre CVP, PS, SP i PSC i va caure el 18 de maig de 1980 quan alguns dels senadors del CVP es van negar a votar a favor de la reforma de l'Estat al·legant que 2 representants del FDF dels afores de Brussel·les podien seure al Consell Regional de Brussel·les. El 18 de maig de 1980 es va formar un nou govern d'unitat nacional entre CVP, PS, PS, SP, Partij voor Vrijheid en Vooruitgang (PVV) i Parti Réformateur Libéral (PRL) que per la llei especial del 8 d'agost va transferir les competències de la Regió Flamenca a la Comunitat Flamenca de Bèlgica, mentre els francòfons mantindrien la Comunitat Francesa de Bèlgica dividida en dues regions político-administratives: la Regió Valona i Brussel·les-Capital. El govern implosionà una vegada més i deixnt pas al quart govern de Martens el 22 d'octubre de 1980 entre CVP, PSC, PS, SP amb 31 de març de 1981, però finalment l'1 d'abril de 1981 Martens va presentar la renúncia pel veto socialista a les mesures d'austeritat proposades.
El 1999, el SPA va patir una derrota electoral en les eleccions legislatives i regionals. No obstant això, va seguir en el poder a tots els nivells formant part d'un govern de coalició presidit pel liberal Guy Verhofstadt del Vlaamse Liberalen en Democraten amb el Parti Réformateur Libéral, els socialistes de Valònia i els ecologistes Groen i Ecolo. A pesar d'això, el partit comença un procés de modernització i l'octubre de 1999 Patrick Janssens fou escollir com a nou líder de la formació. Amb una nova denominació, sp.a, i sota la presidència de Steve Stevaert, després de les eleccions legislatives belgues de 2003 va seguir en el nou govern de coalició de Verhofstadt al costat dels socialistes francòfons, i al dels liberals.
A les eleccions regionals belgues de 2004 es presenta en coalició amb Spirit, el partit perd lleugerament vots, però millora els resultats de 1999. Entra llavors, a nivell regional, en una coalició amb els demòcrata-cristians, i els liberals. El 15 d'octubre de 2005, Steve Stevaert renuncia a la presidència del partit, i el succeeix Johan Vande Lanotte.
A les eleccions legislatives belgues de 2007, el sp.a, sense un lideratge fort, perd pes, i retrocedeix als resultats de 1999. Després d'eixes eleccions, Johan Vande Lanotte renuncia a la presidència del partit, i el succeeix Caroline Gennez. Gennez va ser succeïda per Bruno Tobback el 18 de setembre de 2011. L'11 d'octubre de 2011 es va presentar un acord entre els partits flamencs Christen-Democratisch en Vlaams (CD&V), Open VLD, sp.a, Groen! i els francòfons Parti Socialiste (PS), Mouvement Réformateur (MR), Centre Demòcrata Humanista (CDH) i Ecolo per a una sisena reforma institucional en la que el districte electoral i judicial de Brussel·les-Halle-Vilvoorde es dividiria, es transferirien competències federals a les comunitats i regions com economia, ocupació i política familiar, i el Senat belga ja no seria elegit directament, sinó que es convertirà en una assemblea de parlaments regionals, amb menys membres. Tanmateix, encara s'havia de formar una coalició de govern, que s'establiria el 6 de desembre del 2011 amb Elio Di Rupo com a primer ministre fruit del nou acord entre PS, CD&V, MR, SP.A, Open VLD i CDH.
Després de les eleccions legislatives belgues de 2014 el Partit Socialista va passar a l'oposició del govern de coalició de Charles Michel del MR amb Nieuw-Vlaamse Alliantie (N-VA), MR, Christen-Democratisch en Vlaams (CD&V) i Open Vlaamse Liberalen en Democraten (Open Vld). A les eleccions per al loderatge del partit del juny de 2015, després dels mals resultats del partit a les eleccions generals de 2014 Tobback va ser derrotat per John Crombez.
El gener de 2018, el partit va advocar per un «nou socialisme» i una «nova igualtat». Després de les eleccions legislatives belgues de 2019 va entrar en el govern de coalició d'Alexander De Croo de l'Open Vld amb el MR, els socialistes valons del PS, el CD&V i els ecologistes flamencs i els valons.

### Vooruit
El setembre de 2020, el líder del partit, Conner Rousseau, va anunciar un canvi de nom del partit a Vooruit («Endavant»). El nou nom es va oficialitzar el 21 de març de 2021. Rosseau va dimitir el 17 de novembre de 2023 per unes declaracions racistes envers els romanís, i Melissa Depraetere va assumir el càrrec de manera provisional fins al retorn de Rousseau a la presidència del partit després dels bons resultats del partit a les eleccions legislatives belgues de 2024.
El 31 de gener de 2025 Bart de Wever va anunciar al rei dels belgues Felip de Bèlgica l'acord de govern dels nacionalistes flamencs de Nieuw-Vlaamse Alliantie (N-VA), els liberals del Mouvement Réformateur (MR) i Els Compromesos, els demòcratacristians flamencs del Christen-Democratisch en Vlaams (CD&V) i els flamencs demòcrates social d'Endavant, amb 82 escons de 150 a la Cambra de Representants i una agenda amb més federalisme, més autonomia per a les unitats constituents, retallades en la despesa pública social i una setena reforma de l'Estat.

## Resultats electorals
| Eleccions a la Cambra de Representants de Bèlgica | Eleccions a la Cambra de Representants de Bèlgica | Eleccions a la Cambra de Representants de Bèlgica | Eleccions a la Cambra de Representants de Bèlgica | Eleccions a la Cambra de Representants de Bèlgica | Eleccions a la Cambra de Representants de Bèlgica | Eleccions a la Cambra de Representants de Bèlgica |
| Any                                               | Candidat                                          | Vots                                              | %                                                 | Escons                                            | +/–                                               | Govern                                            |
| ------------------------------------------------- | ------------------------------------------------- | ------------------------------------------------- | ------------------------------------------------- | ------------------------------------------------- | ------------------------------------------------- | ------------------------------------------------- |
| 1978                                              | Karel Van Miert                                   | 684,976                                           | 12,4 / 100                                        | 26 / 212                                          | Nou                                               | Coalició                                          |
| 1981                                              | Karel Van Miert                                   | 744,593                                           | 12,4 / 100                                        | 26 / 212                                          | =                                                 | Oposició                                          |
| 1985                                              | Karel Van Miert                                   | 882,200                                           | 14,6 / 100                                        | 32 / 212                                          | 6                                                 | Oposició                                          |
| 1987                                              | Karel Van Miert                                   | 915,432                                           | 14,9 / 100                                        | 32 / 212                                          | =                                                 | Coalició                                          |
| 1991                                              | Frank Vandenbroucke                               | 737,976                                           | 12 / 100                                          | 28 / 212                                          | 4                                                 | Coalició                                          |
| 1995                                              | Philippe Busquin                                  | 762.444                                           | 12,6 / 100                                        | 20 / 150                                          | 8                                                 | Coalició                                          |
| 1999                                              | Fred Erdman                                       | 593.372                                           | 9,5 / 100                                         | 14 / 150                                          | 6                                                 | Coalició                                          |
| 2003                                              | Johan Vande Lanotte                               | 979,750                                           | 14,9 / 100                                        | 23 / 150                                          | 9                                                 | Coalició                                          |
| 2007                                              | Johan Vande Lanotte                               | 684,390                                           | 10,3 / 100                                        | 14 / 150                                          | 9                                                 | Oposició                                          |
| 2010                                              | Caroline Gennez                                   | 602,867                                           | 9,2 / 100                                         | 13 / 150                                          | 1                                                 | Coalició                                          |
| 2014                                              | Bruno Tobback                                     | 595,190                                           | 8,8 / 100                                         | 13 / 150                                          | =                                                 | Oposició                                          |
| 2019                                              | John Crombez                                      | 455,034                                           | 6,7 / 100                                         | 9 / 150                                           | 4                                                 | Suport extern (2020)                              |
| 2019                                              | John Crombez                                      | 455,034                                           | 6,7 / 100                                         | 9 / 150                                           | 4                                                 | Coalició (2020-2024)                              |
| 2024                                              | Melissa Depraetere                                | 566.436                                           | 8,11 / 100                                        | 13 / 150                                          | ▲ 4                                               | Coalició                                          |

### Senat
| Any  | Vots      | %    | Escons   | +/- |
| ---- | --------- | ---- | -------- | --- |
| 1978 | 678,776   | 12.4 | 13 / 106 | Nou |
| 1981 | 732,126   | 12.3 | 13 / 106 | =   |
| 1985 | 868,624   | 14.5 | 16 / 106 | 3   |
| 1987 | 896,294   | 14.7 | 17 / 106 | 1   |
| 1991 | 730,274   | 11.9 | 14 / 106 | 3   |
| 1995 | 792,941   | 13.2 | 6 / 40   | 8   |
| 1999 | 550,657   | 8.9  | 4 / 40   | 2   |
| 2003 | 1,013,560 | 15.5 | 7 / 40   | 3   |
| 2007 | 665,342   | 10.0 | 4 / 40   | 3   |
| 2010 | 613,079   | 9.5  | 4 / 40   | =   |
| 2014 |           |      | 5 / 60   | 1   |
| 2019 |           |      | 4 / 60   | 1   |
| 2024 |           |      | 4 / 60   | =   |

### Regional

#### Parlament de Brussel·les
| Any  | Vots   | %         | %         | Escons | +/- | Govern         |
| Any  | Vots   | D.E.C.    | Total     | Escons | +/- | Govern         |
| ---- | ------ | --------- | --------- | ------ | --- | -------------- |
| 1989 | 11,710 |           | 2.7 (#9)  | 2 / 75 | Nou | Coalició       |
| 1995 | 9,987  |           | 2.4 (#9)  | 2 / 75 | =   | Coalició       |
| 1999 | 13,223 | 21.8 (#4) | 3.1 (#8)  | 2 / 75 | =   | Coalició       |
| 2004 | 11,052 | 17.7 (#3) | 2.4 (#8)  | 3 / 89 | 1   | Coalició       |
| 2009 | 10,085 | 19.5 (#2) | 2.2 (#6)  | 4 / 89 | 1   | Oposició       |
| 2014 | 10,450 | 19.5 (#2) | 2.3 (#8)  | 3 / 89 | 1   | Coalició       |
| 2019 | 10,540 | 15.1 (#3) | 2.3 (#10) | 3 / 89 | =   | Coalició       |
| 2024 | 8,045  | 10.0 (#6) | 1.6 (#11) | 2 / 89 | 1   | Per determinar |

#### Parlament Flamenc
| Any  | Vots    | %         | Escons   | +/- | Govern   |
| ---- | ------- | --------- | -------- | --- | -------- |
| 1995 | 733,703 | 19.4 (#3) | 25 / 124 | Nou | Coalició |
| 1999 | 582,419 | 15.0 (#4) | 19 / 124 | 6   | Coalició |
| 2004 | 799,325 | 19.7 (#4) | 22 / 124 | 3   | Coalició |
| 2009 | 627,852 | 15.3 (#3) | 19 / 124 | 3   | Coalició |
| 2014 | 587,903 | 14.0 (#4) | 18 / 124 | 1   | Oposició |
| 2019 | 429,631 | 10.1 (#5) | 12 / 124 | 6   | Oposició |
| 2024 | 606,406 | 13.8 (#3) | 18 / 124 | 5   | Coalició |

### Parlament Europeu
| Any  | Vots    | %          | %     | Escons | +/- | Grup |
| Any  | Vots    | D.E.C.     | Total | Escons | +/- | Grup |
| ---- | ------- | ---------- | ----- | ------ | --- | ---- |
| 1979 | 698,889 | 20.9 (#2)  | 12.8  | 3 / 24 | Nou | SOC  |
| 1984 | 979,702 | 28.1 (#2)  | 17.1  | 4 / 24 | 1   | SOC  |
| 1989 | 733,242 | 20.0 (#2)  | 12.4  | 3 / 24 | 1   | SOC  |
| 1994 | 651,371 | 17.6 (#3)  | 10.9  | 3 / 25 | =   | PES  |
| 1999 | 550,237 | 14.2 (#4)  | 8.8   | 2 / 25 | 1   | PES  |
| 2004 | 716,317 | 17.8 (#3)  | 11.0  | 3 / 24 | 1   | PES  |
| 2009 | 539,393 | 13.2 (#4)  | 8.2   | 2 / 22 | 1   | S&D  |
| 2014 | 555,354 | 13.2 (#4)  | 8.3   | 1 / 21 | 1   | S&D  |
| 2019 | 434,002 | 10.2 (#6)  | 6.4   | 1 / 21 | =   | S&D  |
| 2024 | 570,067 | 12.64 (#4) | 8.47  | 2 / 22 | 1   | S&D  |

## Presidents
SP
- 1978-1989 Karel Van Miert
- 1989-1994 Frank Vandenbroucke
- 1994-1998 Louis Tobback
- 1998-1999 Fred Erdman
- 1999-2001 Patrick Janssens

sp.a
- 2001-2003 Patrick Janssens
- 2003-2005 Steve Stevaert
- 2005 Caroline Gennez
- 2005-2007 Johan Vande Lanotte
- 2007-2011 Caroline Gennez
- 2011-2015 Bruno Tobback
- 2015-2019 John Crombez
- 2019-2020 Conner Rousseau

Vooruit
- 2020-2023 Conner Rousseau
- 2023- Melissa Depraetere